# 中华人民共和国非物质文化遗产法
《中华人民共和国非物质文化遗产法》是一部中华人民共和国法律，该法律于2011年2月25日在第十一届全国人民代表大会常务委员会通过，并于2011年6月1日起施行。

## 立法缘由
《中华人民共和国非物质文化遗产法》的第一条是“为了继承和弘扬中华民族优秀传统文化，促进社会主义精神文明建设，加强非物质文化遗产保护、保存工作，制定本法。”

## 实施
《中华人民共和国非物质文化遗产法》的最后一条是“本法自2011年6月1日起施行。”